# 2013 TH159
2013 TH159, também escrito como 2013 TH159, é um objeto transnetuniano que está localizado no cinturão de Kuiper, uma região do Sistema Solar. Este corpo celeste possui uma magnitude absoluta de 8,6 e tem um diâmetro estimado com 84 km.

## Descoberta
2013 TH159 foi descoberto no dia 3 de outubro de 2013 pelo The Dark Energy Survey.

## Órbita
A órbita de 2013 TH159 tem uma excentricidade de 0,093 e possui um semieixo maior de 40,825 UA. O seu periélio leva o mesmo a uma distância de 37,008 UA em relação ao Sol e seu afélio a 44,642 UA.